# 24 Heures du Mans 1923
Navigation
Édition suivante
Les 24 Heures du Mans 1923 (Grand Prix d'Endurance de 24 Heures) sont la 1re édition des 24 Heures du Mans et se déroulent les 26 et 27 mai 1923 sur le circuit de la Sarthe, sur le tracé de 17,262 km tel qu'utilisé lors du Grand Prix de l'Automobile Club de France en 1921. L'épreuve est disputée sous la pluie et sur une piste boueuse. 33 voitures sont au départ de cette première course d'endurance mancelle, dont 30 sont françaises. Deux autos belges (Excelsior) et une anglaise (Bentley) complètent ce plateau.

## Essais et qualifications

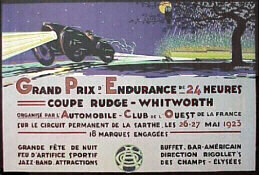
Affiche des 24 Heures du Mans 1923.

Les essais de cette première édition se sont déroulés le vendredi 25 mai 1923. Ces essais n'étaient pas qualificatifs, la validation du pesage suffisant à la qualification d'office. La grille de départ s'établit en fonction de la cylindrée des véhicules par ordre décroissant (elle reprend ainsi l'ordre des numéros). Les Excelsior Albert 1er de 5,4 l ayant la cylindrée la plus importante, elles s'élancent de la première ligne. Le départ s'effectue en ligne selon l'ordre suivant :
- 1re ligne : Excelsior Albert 1er no 1 et no 2 ;
- 2e ligne : Lorraine-Dietrich B3-6 no 5 et no 6 ;
- 3e ligne : Lorraine-Dietrich B3-6 no 7 et Bentley 3 Litre no 8 ;
- 4e ligne : Chenard et Walcker Sport no 9 et no 10 ;
- 5e ligne : Chenard et Walcker Tourisme no 11 et Berliet VH no 12 ;

## Nombre de pilotes qualifiés pour la course
Ce sont 66 pilotes qui prennent part le samedi 26 mai à cette toute première épreuve mancelle.
| 59 Français | 4 Belges | 1 Britannique | 1 Canadien | 1 Suisse |

## Objectif de la course

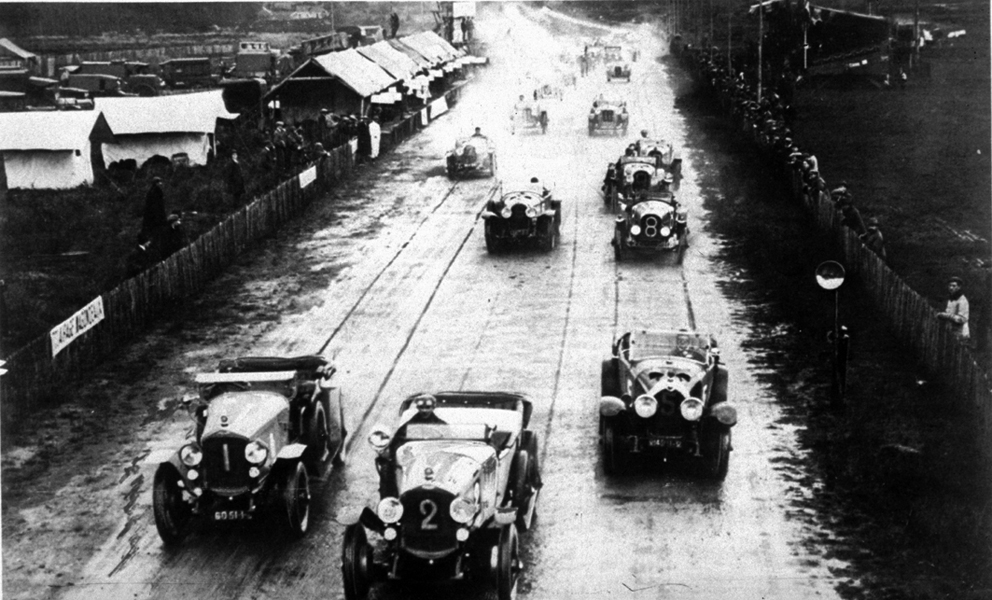
Le départ de la première édition.

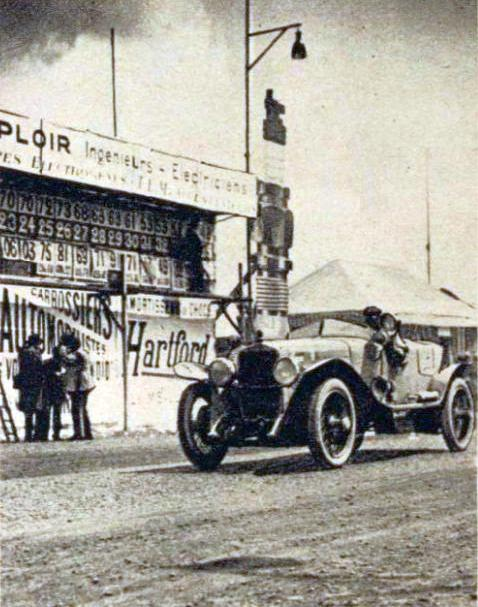
Le tableau d'affichage.

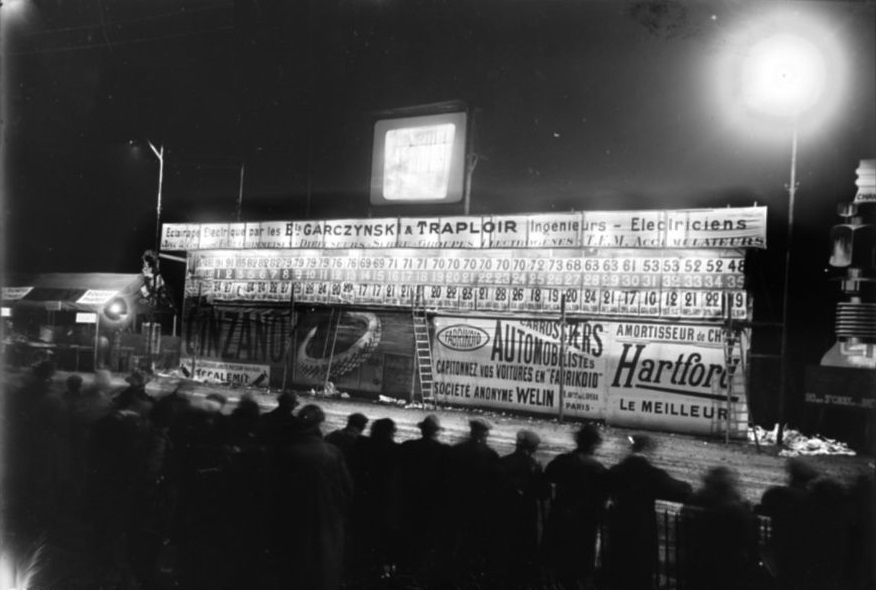
Le tableau d'affichage en nocturne.

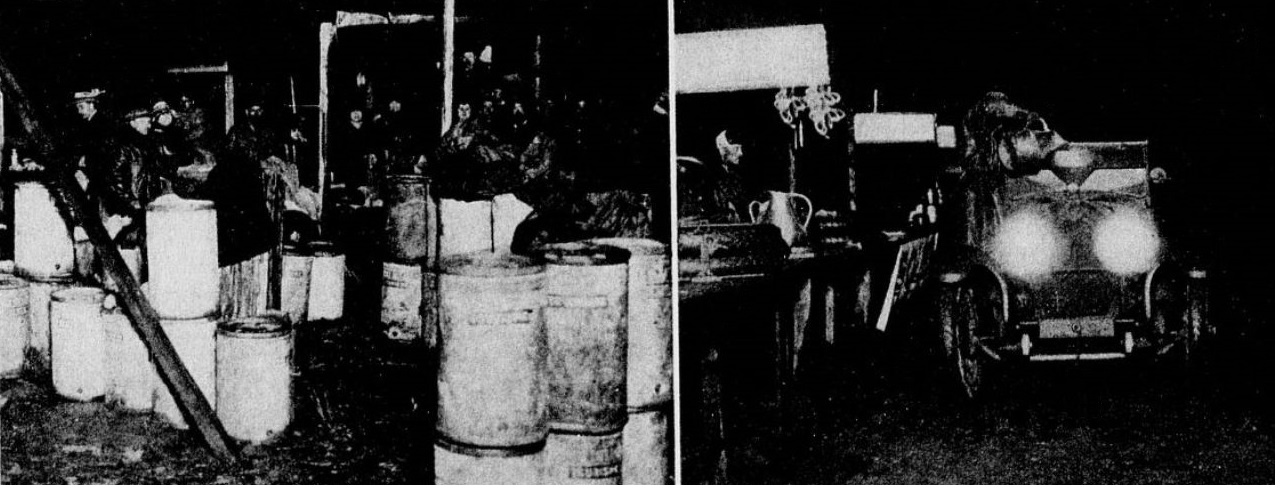
Ravitaillement nocturne d'une Lorraine-Dietrich 15CV.

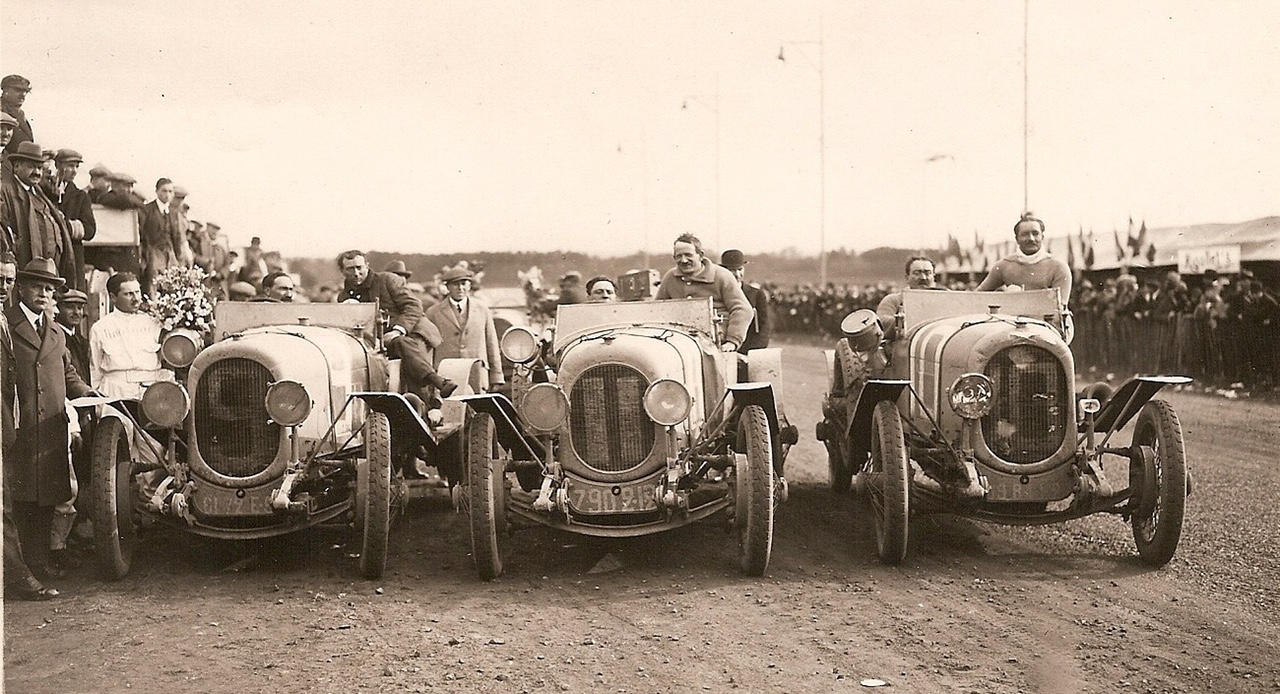
Les trois Chenard et Walcker classées
1re (no 9), 2e (no 10) et 7e (no 11).

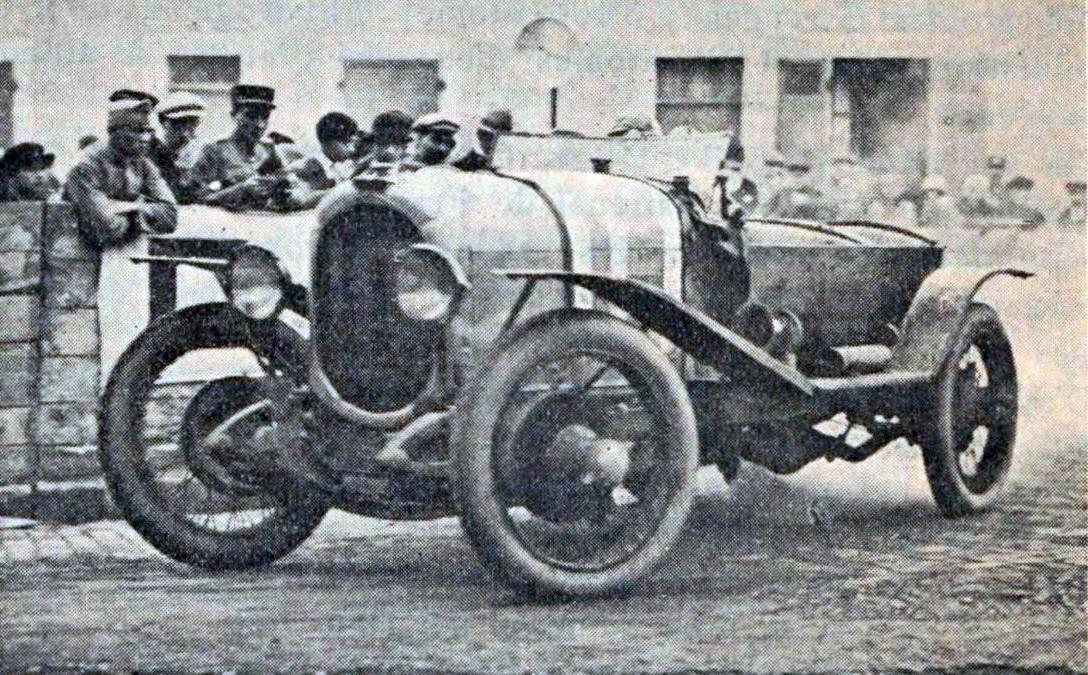
La Chenard et Walcker numéro 10 de Bachmann et Dauvergne deuxième des 24 Heures du Mans 1923.

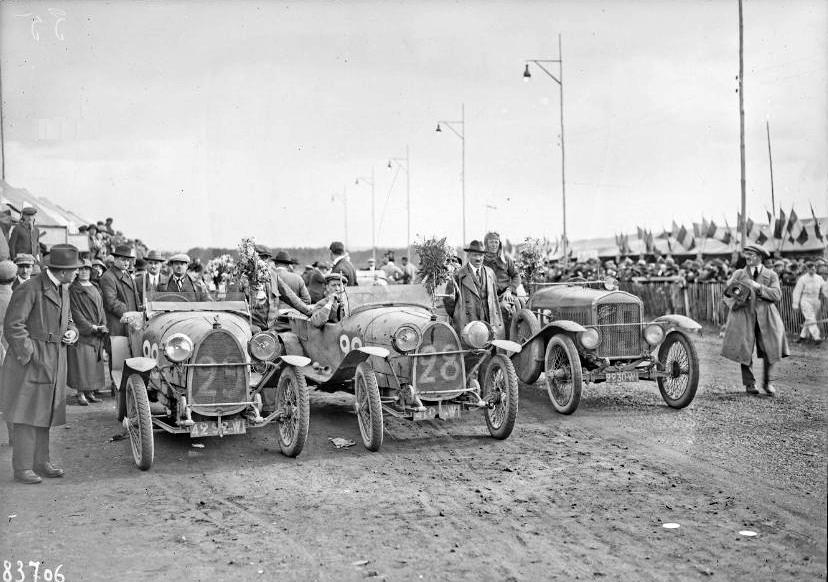
Deux Bugatti (à gauche), no 29 Max de Pourtalès- Sosthène de La Rochefoucault (dixième) et no 28 René Marie-Louis Pichard et, (à droite) la Montier Special no 19 de Charles Montier et Albert Ouriou.

Le grand prix d'Endurance de 24 Heures de 1923 était la première manche de la coupe Rudge-Whitworth. Cette coupe existait en deux formats : biennale (meilleure performance sur deux grands prix d'endurance) et triennale (meilleure performance sur trois grands prix d'endurance).
L'enjeu était de dépasser une distance en kilomètres dépendant de la cylindrée du véhicule. Ainsi, les Excelsior Albert 1er, de 5 343 cm3 de cylindrée, devaient effectuer 1 558 kilomètres au minimum en 24 heures pour continuer à disputer la coupe 1923-1924 lors de l'édition suivante. Cette règle a eu une conséquence importante sur cette première édition. Certains équipages ont ralenti la cadence dès que leur distance minimum avait été franchie, afin de ménager leur véhicule pour leur permettre de rallier l'arrivée. Cette règle a néanmoins permis d'obtenir le taux d'abandon le plus faible de l'histoire des 24 Heures du Mans. Après 24 heures de course, 30 véhicules sont classés sur 33 véhicules au départ, soit un taux d'abandon de 9,1 %.
La compétition est restée importante pour certains équipages. Pour preuve, le record du tour en course de la Bentley 3 Litre no 8 en 9 min 39 s a été établi lors de la dernière heure de course, alors que cette voiture avait déjà dépassé son objectif kilométrique.

## Classement final de la course
| Pos. | Catégorie | no | Écurie                                                     | Pilotes                                            | Châssis                     | Moteur                      | Tours |
| ---- | --------- | -- | ---------------------------------------------------------- | -------------------------------------------------- | --------------------------- | --------------------------- | ----- |
| 1    | 3.0       | 9  | Pas de nom d'équipe                                        | André Lagache René Léonard                         | Chenard et Walcker Sport    | Chenard et Walcker 3,0 L I4 | 128   |
| 2    | 3.0       | 10 | Pas de nom d'équipe                                        | Raoul Bachmann Christian Dauvergne                 | Chenard et Walcker Sport    | Chenard et Walcker 3,0 L I4 | 124   |
| 3    | 2.0       | 23 | Pas de nom d'équipe                                        | Paul Gros (de) Raymond de Tornaco (de)             | Bignan 11HP Desmo Sport     | Bignan 2,0 L I4             | 120   |
| 4    | 3.0       | 8  | Capt. J.F. Duff                                            | Capt. John F. Duff Frank Clement                   | Bentley 3 Litre Sport       | Bentley 3,0 L I4            | 112   |
| 4    | 2.0       | 24 | Pas de nom d'équipe                                        | Philippe de Marne (de) Jean Martin (de)            | Bignan 11HP Commercial      | Bignan 2,0 L I4             | 112   |
| 4    | 8.0       | 2  | Compagnie Nationale Excelsior                              | André Dills (de) Nicolas Caerels                   | Excelsior Albert 1er        | Excelsior 5,3 L I6          | 112   |
| 7    | 3.0       | 11 | Pas de nom d'équipe                                        | Fernand Bachmann Raymond Glaszmann (de)            | Chenard et Walcker Tourisme | Chenard et Walcker 3,0 L I4 | 110   |
| 8    | 5.0       | 7  | Pas de nom d'équipe                                        | Gérard de Courcelles André Rossignol               | Lorraine-Dietrich B3-6      | Lorraine-Dietrich 3,4 L I6  | 108   |
| 9    | 8.0       | 1  | Compagnie Nationale Excelsior                              | Gonzaque Lécureul (de) « Flaud (de) »              | Excelsior Albert 1er        | Excelsior 5,3 L I6          | 106   |
| 10   | 1.5       | 29 | Pas de nom d'équipe                                        | Max de Pourtalès (de) Sosthène de La Rochefoucauld | Bugatti Brescia 16S         | Bugatti 1,5 L I4            | 104   |
| 11   | 3.0       | 17 | Pas de nom d'équipe                                        | « Migeot (de) » Eugène Verpault (de)               | Brasier TC4                 | Brasier 2,1 L I4            | 99    |
| 12   | 1.1       | 34 | Pas de nom d'équipe                                        | Lucien Desvaux Georges Casse                       | Salmson VAL3                | Salmson 1,1 L I4            | 98    |
| 12   | 3.0       | 16 | Pas de nom d'équipe                                        | « Belbue (de) » Paul Torchy (de)                   | Delage DE 11HP              | Delage 2,1 L I4             | 98    |
| 14   | 3.0       | 19 | Pas de nom d'équipe                                        | Charles Montier Albert Ouriou (de)                 | Montier Spéciale (Ford T)   | Montier 2,0 L I4            | 97    |
| 15   | 1.1       | 33 | Pas de nom d'équipe                                        | Maurice Benoist (de) Luis Ramon Buenovinci (de)    | Salmson VAL3                | Salmson 1,1 L I4            | 93    |
| 15   | 2.0       | 21 | Pas de nom d'équipe                                        | M. Cappé (de) Jean Douarinou (de)                  | Georges Irat 4/A3           | Georges Irat 2,0 L I4       | 93    |
| 17   | 3.0       | 26 | Pas de nom d'équipe                                        | Jean de Marguenat Gaston Delalande (de)            | Rolland-Pilain B22          | Rolland-Pilain 2,3 L I4     | 92    |
| 18   | 1.1       | 35 | Pas de nom d'équipe                                        | Maurice Boutmy (de) Jérôme Marcadanti (de)         | Amilcar CV                  | Amilcar 1,0 L I4            | 89    |
| 19   | 5.0       | 5  | Pas de nom d'équipe                                        | Robert Bloch « Stalter (de) »                      | Lorraine-Dietrich           | Lorraine-Dietrich 3,4 L I6  | 88    |
| 19   | 3.0       | 12 | Pas de nom d'équipe                                        | Édouard Probst (de) « Redon (de) »                 | Berliet VH 12HP             | Berliet 2,6 L I4            | 88    |
| 21   | 3.0       | 25 | Pas de nom d'équipe                                        | Louis Sire (de) Georges Guignard (de)              | Rolland-Pilain R            | Rolland-Pilain 2,2 L I4     | 84    |
| 22   | 1.5       | 28 | Pas de nom d'équipe                                        | Louis Pichard (de) René Marie (de)                 | Bugatti Brescia 16S         | Bugatti 1,5 L I4            | 82    |
| 23   | 2.0       | 14 | Pas de nom d'équipe                                        | Jean Pouzet (de) Edmond Pichon (de)                | Rolland-Pilain RP           | Rolland-Pilain 1,9 L I4     | 79    |
| 23   | 2.0       | 15 | Pas de nom d'équipe                                        | Jude Robin (de) Gérard Marinier (de)               | Rolland-Pilain RP           | Rolland-Pilain 1,9 L I4     | 79    |
| 23   | 1.5       | 30 | Pas de nom d'équipe                                        | Louis Balart (de) Paul Drouin                      | Corre La Licorne            | Corre 1,4 L I4              | 79    |
| 26   | 2.0       | 27 | Pas de nom d'équipe                                        | Léon Molon (de) Lucien Molon (de)                  | Vinot & Deguingand BP 10HP  | Vinot & Deguingand 1,8 L I4 | 77    |
| 27   | 3.0       | 18 | Pas de nom d'équipe                                        | « Maillon (de) » Léopold Jouguet (de)              | Brasier TB4                 | Brasier 2,1 L I4            | 76    |
| 28   | 2.0       | 20 | Pas de nom d'équipe                                        | Albert Colomb (de) W. Lestienne (de)               | Corre La Licorne EV 12CV    | Corre 2,0 L I4              | 74    |
| 29   | 2.0       | 22 | Pas de nom d'équipe                                        | « Milhaud (de) » Pierre Malleveau (de)             | Georges Irat 4/A3           | Georges Irat 2,0 L I4       | 73    |
| 30   | 1.1       | 32 | Société des applications du refroidissement par air (SARA) | Lucien Erb (de) Robert Battagliola (de)            | SARA ATS                    | SARA 1,1 L I4               | 57    |
| Abd. | 5.0       | 6  | Pas de nom d'équipe                                        | Henri Stoffel René Labouchère                      | Lorraine-Dietrich B3-6      | Lorraine-Dietrich 3,4 L I6  | 50    |
| Abd. | 3.0       | 13 | Pas de nom d'équipe                                        | Roland Jacquot (de) Georges Ribail (de)            | Brasier VH 12HP             | Brasier 2,6 L I4            | 44    |
| Abd. | 1.1       | 31 | Société des applications du refroidissement par air (SARA) | François Piazzoli (de) André Marandet (de)         | SARA ATS                    | SARA 1,1 L I4               | 14    |

Détail :
- Paul Drouin et non pas Charles Drouin comme mentionné trop souvent[2].

## Record du tour

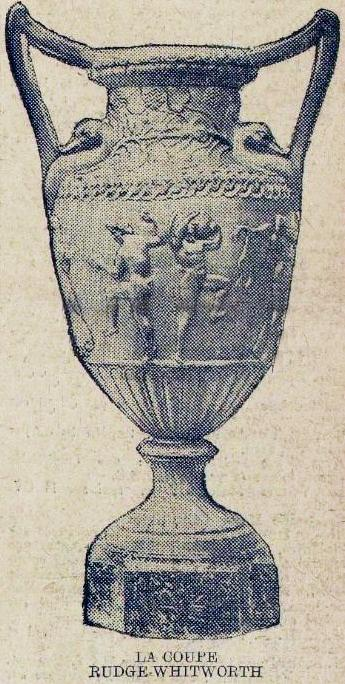
La Coupe triennale Rudge-Whitworth des 24 heures du Mans, créée en 1923.

- Meilleur tour en course :  Frank Clement (no 8, Bentley 3 Litre Sport, Capt. John F. Duff) en 9 min 39 s.

## Caractéristiques
- Longueur du circuit : 17,262 km ;
- Distance parcourue : 2 209,540 km ;
- Vitesse moyenne : 92,064 km/h ;
- Écart avec le 2e : 69,048 km ;
- Les véhicules ayant effectué le même nombre de tours sont classés ex æquo, la distance parcourue sur le temps imparti, 24 heures, étant identique.